# Powiat de Kłodzko
Le powiat de Kłodzko (en polonais : powiat kłodzki) est un powiat appartenant à la voïvodie de Basse-Silésie dans le sud-ouest de la Pologne.

## Division administrative
Le powiat comprend 14 communes :
- Communes urbaines : Duszniki-Zdrój, Kłodzko, Kudowa-Zdrój, Nowa Ruda, Polanica-Zdrój
- Communes urbaines-rurales : Bystrzyca Kłodzka, Lądek-Zdrój, Międzylesie, Radków, Stronie Śląskie, Szczytna
- Communes rurales : Kłodzko, Lewin Kłodzki, Nowa Ruda